# 織田長説
織田 長説（おだ ながとき）は、江戸時代中期の高家旗本。通称は半五郎、主馬。官位は従五位下・侍従、主計頭。

## 略歴
高家旗本・織田長能の長男として誕生した。
享保20年（1735年）12月21日、長能の隠居により家督を相続した。延享2年（1745年）2月15日、高家職に就任し、従五位下・侍従・主計頭に叙任された。宝暦元年（1751年）2月14日、高家職を辞任した。
宝暦6年（1756年）11月25日死去、享年56。

## 系譜
正室はなし。
- 父：織田長能
- 母：不詳
- 正室：なし
- 生母不明の子女
  - 長女：織田信錦正室
  - 次女：織田信錦養女 - 織田信由正室
- 養子
  - 男子：織田信錦 - 婿養子。津田長邦の子。長邦の父の津田長経は父の実兄。長邦と長説は従兄弟である。